# Заложе
Заложе (словен. Založe) — поселення в общині Ползела, Савинський регіон, Словенія. Висота над рівнем моря: 371,5 м.